# István Tisza
István Tisza (ur. 22 kwietnia 1861 w Geszcie, zm. 31 października 1918 w Budapeszcie) – węgierski polityk, arystokrata, hrabia de Borosjenő et Szeged. Mąż stanu, w latach 1903–1905 i 1913–1917 premier Węgier.

## Życiorys
Urodził się w 1861 roku, w rodzinie znanego polityka i wielokrotnego premiera Węgier Kálmána Tiszy i podobnie jak ojciec poświęcił się karierze politycznej. W 1886 roku dostał się do węgierskiego parlamentu z ramienia Partii Liberalnej. Wkrótce stanął na czele tej partii, a kiedy partia ta odniosła zwycięstwo w wyborach w 1903 roku, stanął na czele rządu. Jednak w 1905 roku kolejne wybory zakończyły się porażką liberałów i Tisza musiał złożyć dymisję z funkcji premiera.
Po niepowodzeniu wyborczym, Tisza rozwiązał Partię Liberalną i powołał nową o nazwie Narodowa Partia Pracy. Partia ta, mimo swojej nazwy nie była partią robotników, lecz skupiała przede wszystkim węgierskich posiadaczy ziemskich. W 1912 roku Tisza został przewodniczącym niższej izby węgierskiego parlamentu, a w czerwcu 1913 znowu został premierem.
Po zastrzeleniu przez serbskich nacjonalistów, w lipcu 1914 roku, arcyksięcia Franciszka Ferdynanda, Tisza wystąpił przeciw planom wojny z Serbią, bojąc się, że w razie zajęcia tego kraju, wzrośnie liczebność Słowian w monarchii austro-węgierskiej, co mogłoby doprowadzić do większego ich znaczenia, a w konsekwencji zachwiania dualistycznej struktury monarchii. Jednak po otrzymaniu gwarancji, że Serbia nie zostanie przyłączona do Austro-Węgier, poparł wojnę.
W czasie trwania wojny Tisza występował przeciwko wszelkim próbom federalizacji dualistycznego ustroju monarchii austro-węgierskiej, bojąc się osłabienia pozycji Węgier. Po śmierci cesarza Franciszka Józefa I w 1916 roku, sprzeciwił się planom nowego władcy Karola I, zmierzającym do rozszerzenia prawa wyborczego. W czerwcu 1917 roku ustąpił z funkcji premiera i zaciągnął się do wojska. Wziął udział w walkach na froncie włoskim. Krótko przed końcem wojny powrócił do Węgier, podejmując – w obliczu groźby rozpadu monarchii – próbę określenia na nowo więzów łączących Węgry z Austrią.
Opinia publiczna obwiniała Tiszę odpowiedzialnością za wybuch wojny i klęskę. W czasie rozpadu Austro-Węgier, po powołaniu przez cesarza Karola I 31 października 1918 roku rządu Mihálya Károlyego, Tisza został w obecności żony zamordowany we własnym domu przez zrewolucjonizowanych żołnierzy.
Sprawców zbrodni, mimo prowadzonego śledztwa, nie ustalono do marca 1919 – utworzenia Węgierskiej Republiki Rad. Rodzina zamordowanego prowadziła prywatne śledztwo, w wyniku którego ustalono sprawców zbrodni. Po upadku rządów komunistycznych na Węgrzech (sierpień 1919) rozpoczął się dwuletni proces zabójców Tiszy. 6 października 1921 sędzia István Gadó orzekł, że winni zbrodni byli: Pál Kéri (wymieniony z ZSRR w ramach wymiany więźniów), József Pogány alias John Pepper (zbiegł do Wiednia, później do Moskwy), István Dobó, Tivadar Horváth Sanovics (zbiegli); Sándor Hüttner (zmarł w więziennym szpitalu w 1923); Tibor Sztanykovszky (jedyny, który faktycznie odbył zasądzoną karę 18 lat więzienia, zwolniony w 1938).